# Arjan van Dijk
Arjan van Dijk (* 17. Januar 1987 in Utrecht) ist ein ehemaliger niederländischer Fußballspieler, der auf der Position des Torhüters spielte.